# Пляскане
Пляскането е ударният звук, издаван чрез удряне на две плоски повърхности, включително частите на тялото на хора или животни. Хората пляскат с дланите на ръцете си, често бързо и многократно, за да изразят признателност или одобрение (вж. аплодисменти), но също и в ритъм като форма на перкусия на тялото, за да съответстват на звуците в музика, танци, песнопения, игри с ръце и пляскане.
Някои хора пляскат гърба на едната си ръка в дланта на другата ръка, за да означат спешност или ентусиазъм. Този акт може да се счита за неприветлив от другите.
Пляскането се използва в много форми на музиката, например е в госпъл музиката. Във фламенко и севиляна, два испански музикални жанра, пляскането се нарича палмас (palmas) и често задава ритъма и е неразделна част от песните. Семплиран или синтезиран плясък също е основна част от електронната и поп музика. Изпозва се в рок песента на Куийн We Will Rock You.

## Педагогически приложения
Пляскането често се използва за да помогне на хората да разпознаят ритъма в звуците. Може да се използва, за да помогне на музикантите да броят тактове.
Също така се използва за преподаване на фонологично осъзнаване на учениците, изучаващи начините на конструиране на думите. Те често пляскат по срички, за да се научат да разбиват думите на съставните си звуци.

## Спортни и други занимания
По време на УЕФА Евро 2016, феновете на Исландия стават широко известни със своето „викингско пляскане“) с „хух“ скандиране, въпреки че то произхожда от феновете на шотландския клуб Motherwell F.C. Впоследствие феновете на Canberra Raiders приеха „викингското пляскане“ По подобен начин феновете на викингите в Минесота също са приели „викингското пляскане“, за да покажат подкрепа за отбора, но скандирайки „skol“, а не оригиналното „huh“ песнопение.
Терминът „пляскайте с ръце“ или „пляскайте с ръце, Чарли“ се използва в авиацията, за да означи сблъсък на въздухоплавателно средство или контакт крило в крило, като фразата произлиза от рефрена в популярната песен „Пляскайте ръце! Тук идва Чарли!“ („Clap Hands! Here Comes Charley!“).
В средата на 2010 г. сред афроамериканските жени се появи практика на пляскане като начин да се подчертаят точките за говорене, особено когато пляскат отделни срички с думи. Това е посочено в популярните медии от комика Робин Теде в „Нощното шоу“ с Лари Уилмор. Оттогава то става по-широко прилагано както онлайн, често използвайки емотиконите „ръкопляскане“ (👏), така и лично.
Пляскането с ръце е в основата и на игра, при която се използва като ритмичен съпровод на певческа игра или рецитиране на рима, често детски рими, като броенка.

## Галерия
- Детска игра с пляскане
- Танц фламенко, съпроводен с пляскане
- Ръкопляскане на артист